# クリスチャン・ベカメンガ
クリスチャン・ベカメンガ（Christian Bekamenga、1986年5月9日 - ）は、カメルーンのサッカー選手。カメルーン代表。ポジションはFW。

## クラブ歴
マレーシア・スーパーリーグのヌグリ・スンビランFAに所属したのち、PKNS FCを経て隣国インドネシアのプルシブ・バンドンに加入した。プルシブ・バンドンでは19試合17得点の活躍を挙げた。
この活躍によって2008年1月にリーグ・アンのFCナントに移籍。しかしフランスでの労働許可の取得に時間がかかり2月に合流する形となった。更に膝の怪我によって合流は遅れ、結局2007-08シーズン終りに合流した。2008-09シーズン初めにフランスでの初出場を果たしグルノーブル・フット38とASサンテティエンヌから得点を奪った。また、右のウィンガーとして週間ベストイレブンにも選出された。しかし、ママドゥ・バガヨコ、イヴァン・クラスニッチ、フィリップ・ジョルジェヴィッチといった面々とのポジション争いは熾烈であり、更にエリ・ボー監督が組織的なサッカーを好んだため、彼の右ウィンガーとしての出場は困難になっていった。しかしリーグ・ドゥに降格した2008-09シーズンになるとエリ・ボー監督の信頼を得て出場機会を増やして行ったが、心臓病が発見され、また怪我にも苦しんだ。2010年8月にはギリシャのシュコダ・クサンティFCにレンタル移籍を果たした。
その後USジャンヌダルク・カルクフーを経て、2013年5月28日にスタッド・ラヴァルに2年契約で移籍。18得点を挙げてクラブのリーグ・ドゥ残留に貢献した。その後、チュニジアのクラブ・アフリカーンへの3年契約での移籍が一旦は決まったもののメディカルチェックで膝に古傷が見つかり、結局移籍とはならなかった。2015年冬の移籍市場の閉鎖日にトロワACへ買取オプション付でレンタル移籍を果たした。

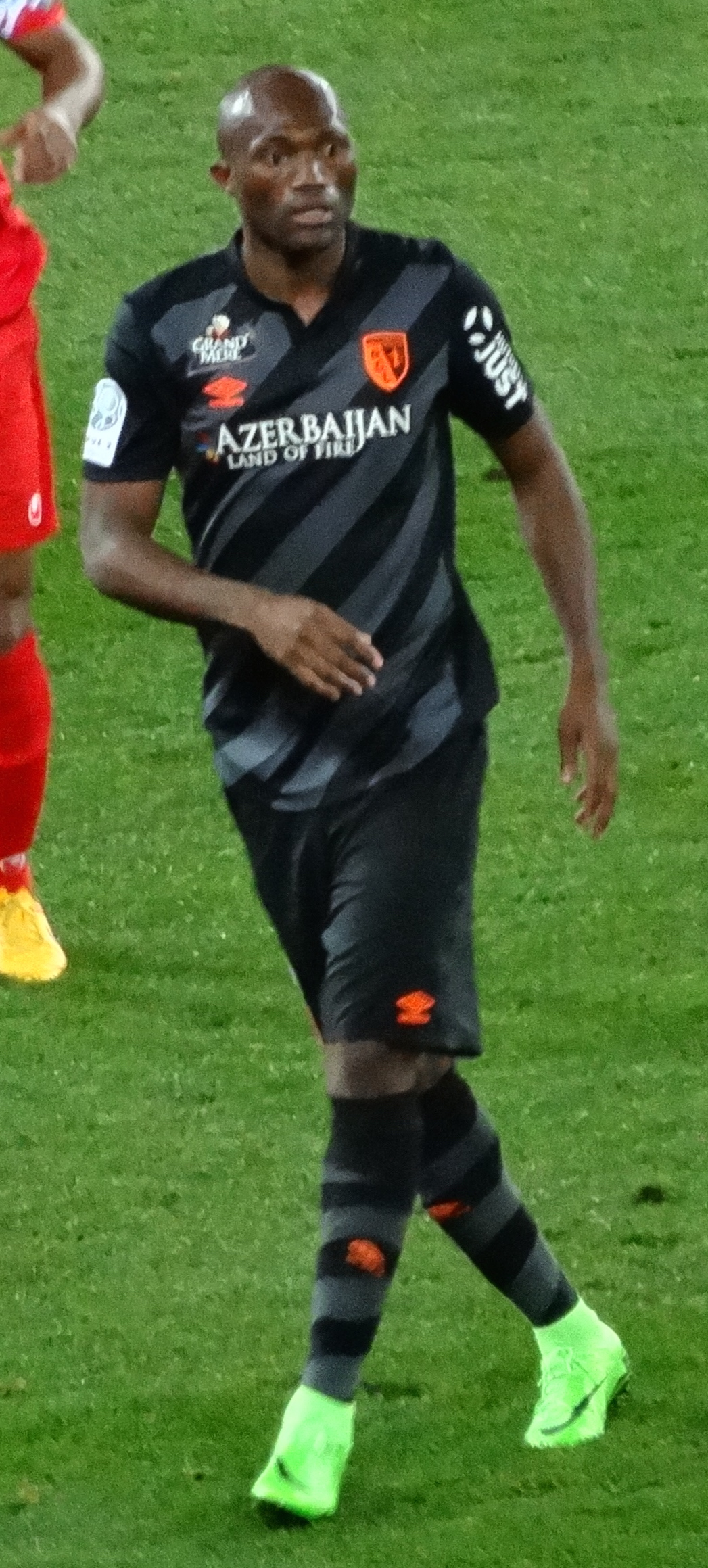
RCランス時代

その後、トルコのカルデミル・カラビュックスポルからもオファーがあったが、トロワACへ完全移籍。しかしながら、RCランス、FCメスへとレンタル移籍が続いている。
2016年夏、バルケスィルスポルと1年間の延長オプション付きの3年契約を締結した。2016-17シーズンはリーグ戦28試合14得点の成績を残したが、クラブの財政問題により2017年5月に契約は解除された。
2017年7月に遼寧宏運足球倶楽部と契約した。
2018年1月、BBエルズルムスポルと1年間の延長オプション付きの2017-18シーズン終了までの契約を締結した。

## 代表歴
U-23代表の一員として北京オリンピックに参加した。
2016年3月26日、アフリカネイションズカップ2017予選の南アフリカ共和国戦で代表初出場。